# Равуаханги, Жозеф
Жозеф Равуаха́нги-Андрианавалуна (малаг. Joseph Ravoahangy-Andrianavalona; 28 октября 1893, Фианаранцуа — 21 августа 1970, Антананариву) — деятель национально-освободительного движения на Мадагаскаре, борец против колониализма, министр правительства Малагасийской Республики (1961—1970). По профессии врач.

## Биография
Родился в Фианаранцуа 28 октября 1893 года. По этнической принадлежности мерина. Посещал различные школы Фианаранцуа. школу Le Myre de Vilers в Тананариве (ныне Антананариву), там же в 1912 году поступил в медицинскую школу.
В 1913 году был одним из основателей антиколониальной организации «Ви, вату, сакелика» (Vy Vato Sakelika). За участие в деятельности этого тайного общества был за арестован в 1915 году.
18 февраля 1916 года Равуаханги был приговорён колониальными властями к пожизненному заключению (суд в Андафьяваратре) и депортирован на Майотту. Его приговор был заменён на 15 лет каторжных работ и затем смягчён в 1922 году. После амнистии вернулся к учёбе в медицинской школе и через год получил диплом медика. Был направлен на работу врачом в Тулеар до 1927 года.
Когда его трудовой договор с правительством истёк, он попытался устроиться работать с Жаном Ралаймунгу, возглавлявшим группу борцов против колониального гнёта. Когда Ралаймунгу в 1928 году был брошен в тюрьму, Равуаханги с Полем Дюссаком продолжили издание его газеты антиколониальной направленности «Опиньон» (L’Opinion), основанной в 1927 году.
29 мая 1929 года, хотя он не принимал непосредственного участия в протестах, его вновь репрессировали. В 1930 году он был осуждён на 5 лет ссылки, хотя продолжал писать в прессе. В статье в газете «L’Opinion» от 24 сентября 1934 года он сформулировал кредо: «Мы всегда требуем независимости Мадагаскара».
Вернувшись в Антананариву в 1936 году, вместе с Ралаймунгу и Дюссаком стал соучредителем газет «Насьон мальгаш» (La Nation Malgache) и «Пролетариат мальгаш» (Le Prolétariat malgache). В этот период (1935—1940) входил во Французскую секцию Рабочего интернационала (СФИО).
В 1936 году с Жозефом Расетой был среди организаторов первого на Мадагаскаре профсоюза, став зачинателем местного рабочего движения. В 1939 году, в начале Второй мировой войны, он перестал заниматься политикой, но это не помешало вишистскому правительству проводить регулярные домашние обыски. В 1943 году стал одним из генеральных секретарей Союза профсоюзов Всеобщей конфедерации труда на Мадагаскаре, основанного им с Расетой и французским ботаником Пьером Буато, вскоре вступившим в компартию.
В 1945 году был избран членом местного совета города Антананариву, но его мандат был аннулирован из-за различных обвинений, которые он получал с 1916 года. Тем не менее, на парламентских выборах осенью того же года стал депутатом Учредительного собрания Франции, а в июне и ноябре 1946 года — Национального собрания Франции. В качестве французского депутата неизменно выступал с требованием предоставления Мадагаскару независимости.
В 1946 году он и Расета выступили соучредителями массовой политической партии Демократическое движение мальгашского возрождения, боровшейся за предоставление Мадагаскару статуса свободного государства в рамках Французского Союза и распущенной в 1947 году. В связи с Малагасийским восстанием 1947—1948 годов был 29 марта 1947 года приговорён к смертной казни судом Андафьяваратры. В 1949 году смертный приговор, под воздействием общественного мнения, был заменён пожизненным заключением в охраняемой зоне в Моали (Коморские острова); затем узник был переведён в Кальви (Корсика). После 1956 года выслан в Приморские Альпы, потом в Тулузу. Проголосовал «против» на референдуме, состоявшемся 28 сентября 1958 года.
По возвращении на Мадагаскар в 1960 году Равуаханги избран депутатом Национального собрания Малагасийской Республики 4 сентября того же года. Вступив в Социал-демократическую партию, В 1961 году был назначен министром здравоохранения и народонаселения. С 1969 года и до своей смерти 21 августа 1970 года занимал пост государственного министра при президенте республики. Был удостоен торжественных похорон с почестями.